# Trama baroni
Trama baroni är en insektsart. Trama baroni ingår i släktet Trama och familjen långrörsbladlöss. Inga underarter finns listade i Catalogue of Life.